# 120, rue de la Gare (film)
Pour plus de détails, voir Fiche technique et Distribution.
120, rue de la gare est un film français réalisé par Jacques Daniel-Norman, sorti en 1946.

## Synopsis
Un jeune cambrioleur, Bébert, entre une nuit dans une maison déjà dévalisée et y découvre un homme blessé. Il l'accompagne sur la route, où un automobiliste qui s'avère être le célèbre Nestor Burma les conduit à l'hôpital. Avant de mourir, le blessé, qui a reconnu Burma, lui demande de donner une adresse à « Suzanne » : 120 rue de la Gare.
La police tente d'inculper Bébert, qui a un casier, mais Burma le défend, comprenant qu'il est arrivé après coup et qu'il a secouru le blessé. Burma se présente au médecin de l'hôpital : « René Lagrange, dit Nestor Burma, surnommé "Dynamite" ». Il n'a alors que deux indices : les empreintes qu'il parvient à prélever sur le cadavre, et une photo de femme trouvée sur lui.
À Lyon, Bob Colomer, que Burma a formé, travaille à l'agence Lafalaise, où Suzanne Parmentier vient chercher chaque mois une enveloppe mystérieuse provenant d'un avocat, Me Montbrison. Bob, amoureux de Suzanne, lit le contenu de la dernière et comprend, sans lui dire pourquoi, que Suzanne est en danger. Il lui donne rendez-vous à Paris, gare de Lyon, pour qu'elle se cache, et prévient Burma, qui est aussi au rendez-vous. Bob est abattu sous leurs yeux à tous deux, et Suzanne, effrayée, s'enfuit.
Burma suit sa seule piste : aller à l'agence Lafalaise, où Hélène Chatelain, la secrétaire, se comporte avec lui en « petit poison ». Carhaix, un autre détective de l'agence, lui tend un guet-apens, mais Burma, en se défendant, l'envoie dans la Saône, où il se noie.
L'inspecteur Faroux veut l'arrêter pour meurtre, mais Burma obtient de lui 3 jours pour qu'il venge Bob. Faroux lui apprend que les empreintes du cadavre sont celles de Jo Tour Eiffel, un voleur fameux qu'on croyait mort depuis longtemps, et que les empreintes de Carhaix sont celles de son ancien complice : Carhaix a tué Bob parce que celui-ci l'avait identifié.
Hélène vient à Paris travailler avec Burma : malgré leurs rapports difficiles, elle trouve cela bien plus excitant que l'agence Lafalaise. Seule avec Bob à savoir dans quel hôtel Suzanne était descendue, elle s'y loge aussi, et lui promet de découvrir le trésor de son père, qui n'est autre que Jo Tour Eiffel et qui l'a abandonnée à cinq ans.
Burma retrouve Bébert et lui demande de le conduire à la maison de Jo Tour Eiffel. Il y trouve les papiers du mort, ainsi qu'un Polichinelle identique à celui que Suzanne conserve en souvenir de son père. Ouvrant le Polichinelle, il découvre des clefs et suppose qu'elles sont celles du 120 rue de la Gare. Quand Hélène le traite de « pantin », il a la révélation que l'adresse doit être dans cette commune.
Il fait découvrir cette adresse à trois suspects : Lafalaise, Bébert et Montbrison, sachant que le cerveau de l'affaire y courra. Mais Hélène, qui a également découvert la commune de l'adresse, lui téléphone qu'elle s'y rend, ce qu'elle fait avec Suzanne. Burma paniqué file lui aussi rue de la Gare...

## Fiche technique
- Titre : 120, rue de la gare
- Réalisation : Jacques Daniel-Norman
- Scénario : Jacques Daniel-Norman, d'après le roman éponyme de Léo Malet publié en 1943.
- Photographie : Henri Tiquet
- Musique : Vincent Scotto
- Son : Jean Roberton
- Décors : Roland Quignon
- Montage : Fanchette Mazin
- Directeur de production : Georges Bernier
- Pays de production :  France
- Format :  Son mono - Noir et blanc - 35 mm  - 1,37:1
- Genre : Film policier
- Durée : 90 min
- Date de sortie : 
  - France : 6 février 1946
- Visa d'exploitation : 686
- Affiche : Jacques Bonneaud (France)

## Distribution
- René Dary : Nestor "Dynamite" Burma
- Sophie Desmarets : Hélène Chatelain
- Jean Parédès : Marc Covet
- Albert Dinan : Bébert
- Gaby Andreu : Suzanne Parmentier
- Jean Thielment : Kimura
- Pierre Juvenet : Me Montbrison
- Jean Heuzé : Gérard Lafalaise
- Manuel Gary : Bob Colomer
- Jean Clarens : l'inspecteur Faroux
- Charles Lemontier : l'inspecteur Bertin
- Daniel Mendaille : Georges Parry, dit Jo Tour Eiffel
- Maryse Manuel : l'infirmière
- Lud Germain : Toussaint
- Géo Leroy : Paul Carhaix
- René Alié
- Fernand Blot
- Jean de Heurtot
- Palmyre Levasseur
- Georges Paulais (crédité Paulais) : inspecteur Thomas
- Robert Méral : le chauffeur
- René Forval : le médecin
- Jacques Pornais : le barman

## Autour du film
Il s'agit d'une adaptation libre du roman éponyme de Léo Malet, qui en élimine notamment tous les éléments liés à la guerre, achevée l'année précédente, et qui ajoute un rapport de détestation amoureuse à la rencontre entre Burma et Hélène, alors qu'elle était déjà sa secrétaire dans le roman.
120, rue de la Gare, initialement intitulé L'Homme qui mourut au Stalag, est le troisième roman de Léo Malet, et le premier roman publié sous son nom. Le film est la première adaptation cinématographique de son œuvre. Il écrira dans son autobiographie : « Les dix mille exemplaires de mon bouquin sont partis dans la semaine » et « quinze jours après […] la maison de production cinématographique Sirius achetait les droits pour en tirer un film ».